# 통일왕조시대
통일왕조시대는 고려시대와 조선시대, 대한제국시대를 합쳐서 부르는 말이다.